# Mariveles
Mariveles é um município de  primeira classe de renda municipal (d) na província Bataan, nas Filipinas. De acordo com o censo de 1 de maio  de  2020 possui uma população de 149 879 pessoas e 39 410 domicílios.

## Bairros
Mariveles é dividida em 18 bairros:
- Alas-asin
- Alion
- Batangas II
- Cabcaben
- Lucanin
- Baseco Country (Nassco)
- Poblacion
- Santa Carolina
- San Isidro
- Sisiman
- Balon-Anito
- Biaan
- Camaya
- Ipag
- Malaya
- Maligaya
- Mountain View
- Townsite

|  |  |